# Taxithelium pobeguinii
Taxithelium pobeguinii är en bladmossart som beskrevs av Brotherus och Jean Édouard Gabriel Narcisse Paris 1907,. Taxithelium pobeguinii ingår i släktet Taxithelium och familjen Sematophyllaceae. Inga underarter finns listade i Catalogue of Life.